# Jesús María Bastida Montoya
Jesús María Bastida Montoya (Basauri, 1 d'abril de 1968) és un exfutbolista basc, que ocupava la posició de defensa.

## Trajectòria
Comença a destacar a les files del Sestao Sport, amb qui debuta a Segona Divisió la temporada 90/91. L'any següent signa una bona temporada amb els verd-i-negres, sent titular, la qual cosa li val fitxar pel Real Burgos.
Amb els castellans disputa la primera divisió la temporada 92/93. Juga 11 partits i els castellans baixen a Segona Divisió, que s'encadenaria a un altre descens a Segona B l'any següent. Després d'un retorn al Sestao, a l'estiu de 1996 fitxa pel Deportivo Alavés, on roman una temporada abans d'incorporar-se a la SD Eibar.
En total va sumar 185 partits i 4 gols entre Primera i Segona Divisió.